# 메르데카 국제축구대회
메르데카 국제축구대회(말레이어: Pestabola Merdeka)는 말레이시아의 독립을 기리기 위해 개최된 국제 축구 대회이다. 아시아에서 가장 오래된 국제 축구 대회이다.
말레이시아어로 메르데카란 독립이라는 뜻이다. 이 대회는 1957년에 처음 시작되어 1988년까지 매년 개최되었다. 하지만 1989년부터는 대회가 매년 개최되지 못하고 불규칙적으로 개최되고 있다. 대한민국은 지금까지 단독우승 7회와 공동우승 4회를 포함하여 총 11회(국가대표 B팀 기록 포함)의 우승을 기록하여, 개최국 말레이시아의 11회 우승과 더불어 메르데카컵 국제축구대회에서 가장 성공적인 기록을 보유한 나라이다.
1980년까지는 국가대표들만이 대회에 참가하였으나, 1981년부터는 클럽팀도 참가하였다.

## 역대 대회
| 횟수 | 연도      | 우승                                  | 준우승                                | 영상                                         | 비고                              |
| ---- | --------- | ------------------------------------- | ------------------------------------- | -------------------------------------------- | --------------------------------- |
| 1    | 1957      | 홍콩                                  | 인도네시아                            |                                              | 대한민국 대회불참                 |
| 2    | 1958      | 말라야 연방                           | 홍콩                                  |                                              | 대한민국 대회불참                 |
| 3    | 1959      | 말라야 연방                           | 인도                                  |                                              | 대한민국 5위 · 대회 최초 참가     |
| 4    | 1960      | 대한민국 · 말라야 연방                | 수상팀 없음                           |                                              | 대한민국 대회 첫 우승 (공동우승)  |
| 5    | 1961      | 인도네시아                            | 말라야 연방                           |                                              | 대한민국 예선탈락                 |
| 6    | 1962      | 인도네시아                            | 파키스탄                              |                                              | 대한민국 4강 진출 (4위)           |
| 7    | 1963      | 중화민국                              | 일본                                  |                                              | 대한민국 4위                      |
| 8    | 1964      | 버마                                  | 인도                                  |                                              | 대한민국 4강 진출                 |
| 9    | 1965      | 대한민국 · 중화민국                   | 수상팀 없음                           |                                              | 대한민국 우승 (공동우승)          |
| 10   | 1966      | 베트남 공화국                         | 버마                                  |                                              | 대한민국 4위                      |
| 11   | 1967      | 대한민국 · 버마                       | 수상팀 없음                           |                                              | 대한민국 우승 (공동우승)          |
| 12   | 1968      | 말레이시아                            | 버마                                  |                                              | 대한민국 예선탈락                 |
| 13   | 1969      | 인도네시아                            | 말레이시아                            |                                              | 대한민국 B팀 예선탈락 (5위)       |
| 14   | 1970      | 대한민국                              | 버마                                  | 대한민국 vs 버마 (결승전) - 대한뉴스 제790호 | 대한민국 우승 (대회 첫 단독우승)  |
| 15   | 1971      | 버마                                  | 인도네시아                            |                                              | 대한민국 4강 진출 (3위)           |
| 16   | 1972      | 대한민국                              | 말레이시아                            |                                              | 대한민국 우승                     |
| 17   | 1973      | 말레이시아                            | 쿠웨이트                              |                                              | 대한민국 대회불참                 |
| 18   | 1974      | 말레이시아                            | 대한민국                              |                                              | 대한민국 준우승                   |
| 19   | 1975      | 대한민국                              | 말레이시아                            |                                              | 대한민국 우승                     |
| 20   | 1976      | 말레이시아                            | 일본                                  |                                              | 대한민국 3위                      |
| 21   | 1977      | 대한민국                              | 이라크                                |                                              | 대한민국 우승                     |
| 22   | 1978      | 대한민국                              | 이라크                                |                                              | 대한민국 우승                     |
| 23   | 1979      | 대한민국 B팀 말레이시아               | 수상팀 없음                           |                                              | 대한민국 B팀 우승 (공동우승)      |
| 24   | 1980      | 모로코                                | 말레이시아                            |                                              | 대한민국 B팀 (충무) 3위           |
| 25   | 1981      | 이라크                                | 상파울루주 선발팀                     |                                              | 대한민국 B팀 (충무) 조별리그 탈락 |
| 26   | 1982      | 산타카타리나주 선발팀                 | 가나                                  |                                              |                                   |
| 27   | 1983      | 부에노스아이레스 선발팀               | 알제리                                |                                              |                                   |
| 28   | 1984      | 대한민국 B팀 (88 올림픽팀)            | 미나스제라이스주 선발팀               |                                              | 대한민국 B팀 (88 올림픽팀) 우승   |
| 29   | 1985      | 대한민국 B팀 (88 올림픽팀)            | 아메리카 FC                           |                                              | 대한민국 B팀 (88 올림픽팀) 우승   |
| 30   | 1986      | 말레이시아                            | 체코슬로바키아 U-23 올림픽 축구대표팀 |                                              |                                   |
| 31   | 1987      | 체코슬로바키아 U-23 올림픽 축구대표팀 | 대한민국 축구 국가대표팀              |                                              |                                   |
| 32   | 1988      | 함부르크 SV                           | 티롤 인스브루크                       |                                              |                                   |
|      | 1989-1990 | 수상팀 없음                           | 수상팀 없음                           |                                              | 대회 미개최                       |
| 33   | 1991      | FC 아드미라 바커 뫼들링               | 중화인민공화국 U-23 올림픽 축구대표팀 |                                              |                                   |
|      | 1992      | 수상팀 없음                           | 수상팀 없음                           |                                              | 대회 미개최                       |
| 34   | 1993      | 말레이시아                            | 대한민국 B팀 (상비군)                 |                                              | 대한민국 B팀 (상비군) 준우승      |
|      | 1994      | 수상팀 없음                           | 수상팀 없음                           |                                              | 대회 미개최                       |
| 35   | 1995      | 이라크                                | 버셔시 SC                             |                                              |                                   |
|      | 1996-1999 | 수상팀 없음                           | 수상팀 없음                           |                                              | 대회 미개최                       |
| 36   | 2000      | 뉴질랜드                              | 말레이시아                            |                                              | 대한민국 대회불참                 |
| 37   | 2001      | 우즈베키스탄                          | 보스니아 헤르체고비나                 |                                              | 대한민국 대회불참                 |
|      | 2002-2005 | 수상팀 없음                           | 수상팀 없음                           |                                              | 대회 미개최                       |
| 38   | 2006      | 미얀마                                | 인도네시아                            |                                              | 대한민국 대회불참                 |
| 39   | 2007      | 말레이시아 U-23 올림픽 축구대표팀     | 미얀마                                |                                              | 대한민국 대회불참                 |
| 40   | 2008      | 베트남 U-23 올림픽 축구대표팀         | 말레이시아                            |                                              | 대한민국 대회불참                 |
|      | 2009-2012 | 수상팀 없음                           | 수상팀 없음                           |                                              | 대회 미개최                       |
| 41   | 2013      | 말레이시아 U-23 올림픽 축구대표팀     | 미얀마 U-23 올림픽 축구대표팀         |                                              | 대한민국 대회불참                 |
|      | 2014-2019 | 수상팀 없음                           | 수상팀 없음                           |                                              | 대회 미개최                       |

## 같이 보기
- 구정컵
- 기린컵
- 네루컵 국제축구대회
- 머라이언컵 국제축구대회
- 인도네시아 독립컵
- 자카르타 기념 국제축구대회
- 코리아컵 국제축구대회
- 퀸스컵
- 킹스컵
- IFA 실드